# Municipio de South Red River
El municipio de South Red River (en inglés: South Red River Township) es un municipio ubicado en el condado de Kittson en el estado estadounidense de Minnesota. En el año 2010 tenía una población de 19 habitantes y una densidad poblacional de 0,41 personas por km².

## Geografía
El municipio de South Red River se encuentra ubicado en las coordenadas 48°40′32″N 97°4′30″O / 48.67556, -97.07500. Según la Oficina del Censo de los Estados Unidos, el municipio tiene una superficie total de 46.7 km², de la cual 46,2 km² corresponden a tierra firme y (1,08 %) 0,5 km² es agua.

## Demografía
Según el censo de 2010, había 19 personas residiendo en el municipio de South Red River. La densidad de población era de 0,41 hab./km². De los 19 habitantes, el municipio de South Red River estaba compuesto por el 100 % blancos. Del total de la población el 0 % eran hispanos o latinos de cualquier raza.